# Ашикуль
Ашикуль (каз. Ащыкөл) — село в Келесском районе Туркестанской области Казахстана. Входит в состав Жамбылского сельского округа. Код КАТО — 515453200.

## Население
В 1999 году население села составляло 692 человека (364 мужчины и 328 женщин). По данным переписи 2009 года, в селе проживал 891 человек (471 мужчина и 420 женщин).